# Rudolf Levy
Pour les articles homonymes, voir Levy.
Rudolf Levy, également connu sous le pseudonyme d’Erwin von Steinbach, est un peintre expressionniste allemand né le 15 juillet 1875 à Stettin (en province de Poméranie) et mort en 1944, peut-être dans le camp d'extermination d'Auschwitz.